# Daniel Michalski
Daniel Michalski (ur. 11 stycznia 2000 w Warszawie) – polski tenisista, medalista mistrzostw Polski w grze pojedynczej, reprezentant kraju w rozgrywkach Pucharu Davisa.

## Kariera tenisowa
W karierze juniorskiej najwyżej plasowany był na 19. miejscu w rankingu ITF. Jako junior osiągnął m.in. ćwierćfinały US Open i młodzieżowych igrzysk olimpijskich w Buenos Aires.
Podczas swojej kariery zwyciężył w siedmiu singlowych oraz pięciu deblowych turniejach rangi ITF.
W 2018 roku zadebiutował w kadrze narodowej podczas meczu z cyklu rozgrywek Pucharu Davisa, w którym reprezentacja Polski wygrała z drużyną Zimbabwe 4:1.
W 2019 roku, dotarł do finału mistrzostw Polski w grze pojedynczej, w którym przegrał z Pawłem Ciasiem 4:6, 4:6. Rok później podczas tego samego turnieju zdobył srebrny medal, przegrywając w finale z Kacprem Żukiem 6:7(5), 6:7(3). W 2022 roku został mistrzem kraju w grze pojedynczej, wygrywając w finale 6:3, 6:2 z Janem Zielińskim.
W rankingu gry pojedynczej najwyżej był na 243. miejscu (25 lipca 2022), a w klasyfikacji gry podwójnej na 499. pozycji (8 marca 2021).

## Zwycięstwa w turniejach ITF

### Gra pojedyncza
|    | Data       | Turniej | ($)    | Naw.    | Przeciwnik           | Wynik         |
| 1. | 22/09/2019 | Kair    | 15 000 | Ceglana | Mathieu Perchicot    | 6:2, 7:6(3)   |
| 2. | 29/09/2021 | Kair    | 15 000 | Ceglana | Facundo Juarez       | 6:4, 6:3      |
| 3. | 24/10/2021 | Antalya | 15 000 | Ceglana | Nicholas David Ionel | 6:3, 6:4      |
| 4. | 21/11/2021 | Antalya | 15 000 | Ceglana | Billy Harris         | 2:6, 6:1, 6:3 |
| 5. | 29/11/2021 | Antalya | 15 000 | Ceglana | Cezar Cretu          | 7:6(2), 6:2   |
| 6. | 16/01/2022 | Kair    | 15 000 | Ceglana | Andriej Czepiełew    | 7:6(3), 6:2   |
| 7. | 23/01/2022 | Kair    | 15 000 | Ceglana | David Pichler        | 6:4, 6:3      |

### Gra podwójna
|    | Data       | Turniej        | ($)    | Naw.    | Partner              | Przeciwnicy                                  | Wynik           |
| 1. | 07/04/2019 | Szarm el-Szejk | 15 000 | Twarda  | Michał Dembek        | Marek Jaloviec Lukáš Klein                   | 6:2, 3:6, 10–8  |
| 2. | 09/02/2020 | Antalya        | 15 000 | Ceglana | Michael Vrbenský     | Max Houkes David Jorda Sanchis               | 6:1, 2:6, 12–10 |
| 3. | 11/10/2020 | Monastyr       | 15 000 | Twarda  | Marco Bortolotti     | Facundo Juarez Gabriel Roveri Sidney         | 4:6, 6:2, 10–6  |
| 4. | 28/02/2021 | Monastyr       | 15 000 | Twarda  | Carlos Sanchez Jover | Constantin Schmitz Kai Wehnelt               | 6:4, 7:5        |
| 5. | 17/10/2021 | Antalya        | 15 000 | Ceglana | Gergely Madarasz     | Mircea-Alexandru Jecan Dan Alexandru Tomescu | 6:4, 6:3        |